# Vinje
Vinje és un municipi situat al comtat de Telemark, Noruega. Té 3.727 habitants (2016) i la seva superfície és de 3.105,84 km². El centre administratiu del municipi és el poble d'Åmot.
Vinje es troba tant a l'altiplà de Hardangervidda com als altiplans de muntanya de Setesdalsheiene. La ruta europea E134 passa a través de Vinje, situada a mig camí entre Oslo i Haugesund, a la costa oest de Noruega.
Al municipi s'hi troba l'estació d'esquí de muntanya de gel Haukelifjell. La zona aïllada i poc poblada és coneguda pel seu terreny muntanyós i accidentat que permet utilitzar una gran varietat d'activitats a l'aire lliure, com senderisme, bicicleta de muntanya, snowboard, esquí, pesca i piragüisme. La muntanya més alta és la Nupsegga (1.674 m), i el llac més destacat és el Møsvatn.